# Apache Cassandra
Cassandra, Apache Cassandra – rozproszony system zarządzania bazą danych o charakterze open source. Został zaprojektowany do obsługi dużej ilości rozproszonych danych na wielu serwerach, który będzie nadal funkcjonował nawet jeśli jeden z serwerów przestanie działać. Baza danych została nazwana po wieszczce Kasandrze z mitologii greckiej.
Jest to rozwiązanie typu NoSQL, które zostało pierwotnie stworzone przez Facebooka. Udostępnione jako open source w 2008. W styczniu 2009 Facebook przekazał ją do Apache Software Foundation, pełnoprawnym projektem została rok później.